# The Miser's Doom
The Miser's Doom er en britisk stumfilm fra 1899 af Walter R. Booth.